# Rialto (Venise)
Pour les articles homonymes, voir Rialto.
Rialto est une zone du sestiere de San Polo à Venise, connue pour son marché et pour le pont qui porte son nom.

## Les origines: antique établissement romain?
Les premières notices relatives à la zone remontent au IXe siècle, quand sur l’îlot Realtine, sur les rives du Rio Businiacus, s’élevait un petit village nommé Rivoaltus (« rive haute »). Aujourd’hui le Rio Businiacus est nommé Canale Grande (Grand Canal) et la zone Rialto désigne la rive droite du canal.
Le fait que les canaux transversaux et les rues actuelles suivent une disposition typique de la centuriation des cités romaines, a généré l’hypothèse très discutée d’un habitat romain préexistant à l’époque antique, lorsque plusieurs ports desservaient les grandes localités de la terre ferme (comme le cas de Malamocco, port de Padoue). En outre, la position de la localité était à l’époque plus favorable que par la suite, étant donné que Rivoaltus était relié à la terre ferme, à l’ancienne embouchure du fleuve Brenta, dont le cours est repris par le Grand Canal aujourd’hui.
Lors de la chute de l’Empire romain d'Occident, Rivoaltus devient un refuge pour les romains fuyant les invasions barbares et est l’une des îles habitées de la lagune de Venise, notamment après la destruction d’Altinum par les Huns en 452. Rivoaltus se développe principalement entre les VIIe et Xe siècles, après la reconquête de l’Italie par le général romain Bélisaire. Elle prospère à l’intérieur de la confédération d’îles qui donnera naissance à l’État vénitien : Ammiana, Burano, Costanziaco, Mazzorbo et Torcello. Cette « Vénétie maritime » fait partie de l’Italie byzantine et maintient d’étroits liens culturels et commerciaux avec l’exarchat de Ravenne, Rome et le reste de l’Empire romain d'Orient. Les Vénitiens profitent de la protection relative de leur lagune contre les envahisseurs à la fois terrestres qui s’y envasent, et maritimes qui s’y échouent : seuls des bateaux à fond plat pouvaient y accéder à condition que le pilote connaisse bien la topographie des lieux.
Initialement, le centre citadin vénitien était localisé sur la rive droite du Canal Grande. Le surpeuplement de ce dernier obligea ensuite à décentraliser Rivoaltus vers la mer ou vers ce qui est aujourd’hui la zone de San Marco, rive gauche, qui devient, par la suite, le centre politique et économique de la cité, minimisant ainsi le rôle du quartier du Rialto.

## Les années de la Sérénissime
Rialto resta une zone importante, avec l’installation en 1097 du marché de Venise. Dans les siècles suivants, un pont de barques fut construit sur le Grand Canal. Ce pont de barques fut par la suite remplacé par un pont de bois, qui, à la suite de son effondrement en 1444, fut remplacé par l’actuel Pont du Rialto.
Peu à peu, le marché s’agrandit aussi bien par à la vente au détail qu’en gros, incitant à la construction de magasins et de dépôts. Entretemps, apparurent les premiers négoces d’objets de luxe, les premières banques et assurances (Bancogiro di Rialto), les premiers offices fiscaux de la cité de Venise. Même le marché citadin se trouvait au Rialto.
Plusieurs des édifices du Rialto furent détruits dans un incendie en 1514 : le seul resté intact fut l’Église de San Giacomo di Rialto, pendant que le reste du quartier fut graduellement reconstitué. L’édifice des Fabriche Vecchie (Vieilles fabriques) est daté de cette période, tandis que les Fabbriche Nuove (Nouvelles fabriques) sont d’une époque plus récente (1553).
Au XVe siècle, Vittore Carpaccio peint les lieux et grâce à cela on peut constater qu’au XXIe siècle, même si aucune construction du XVe siècle n’existe plus, l’allure générale du quartier, la particularité paysagère, a été préservée. Au XVIIIe siècle, c’est Canaletto, peintre vénitien de vedute, qui peint la place de deux points de vue différents.

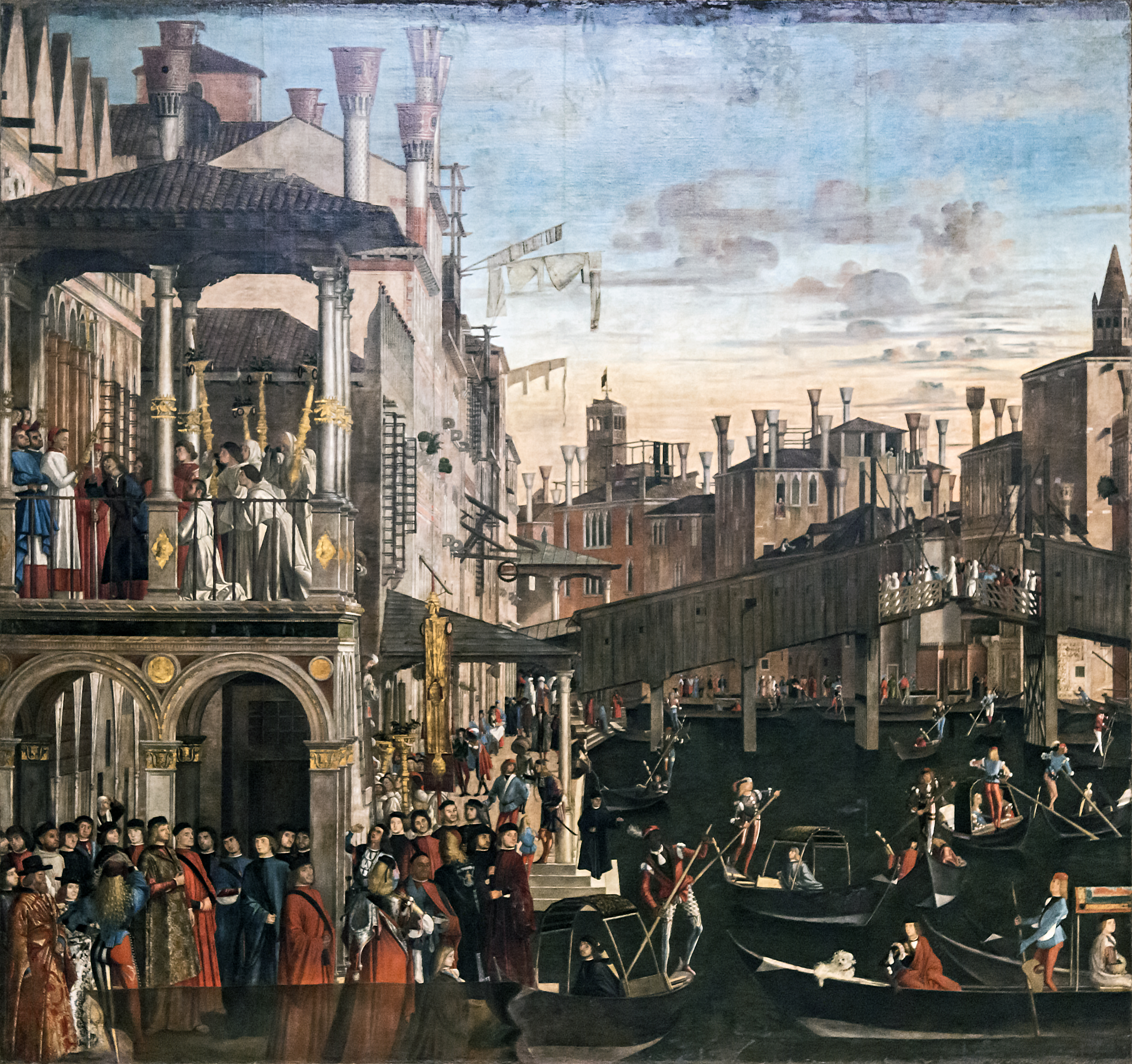
Le Miracle de la relique de la Croix au pont du Rialto par Vittore Carpaccio, 1494 Galeries de l'Académie de Venise
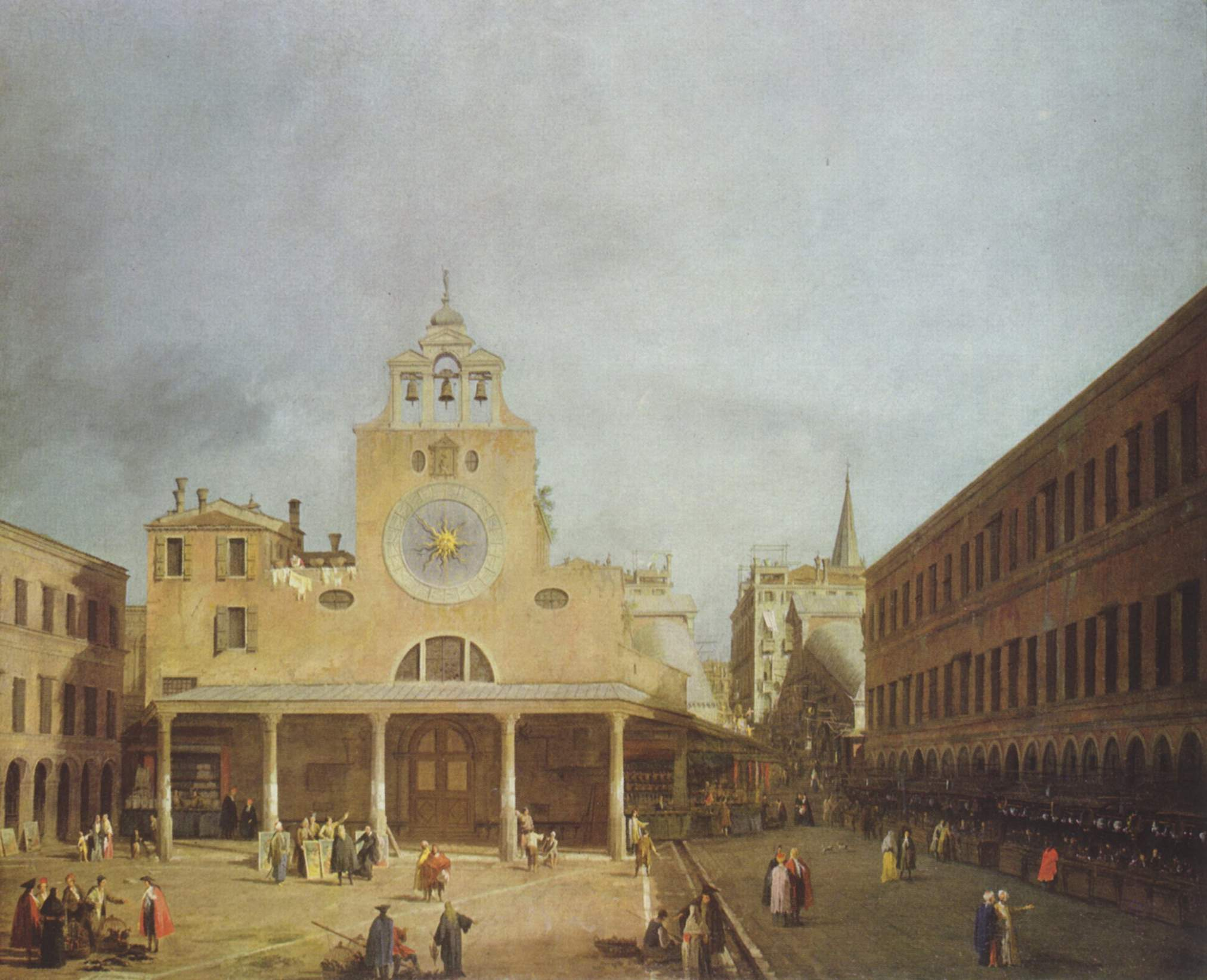
Le Campo S. Giacometto di Rialto, 1725-1726 Gemäldegalerie Alte Meister
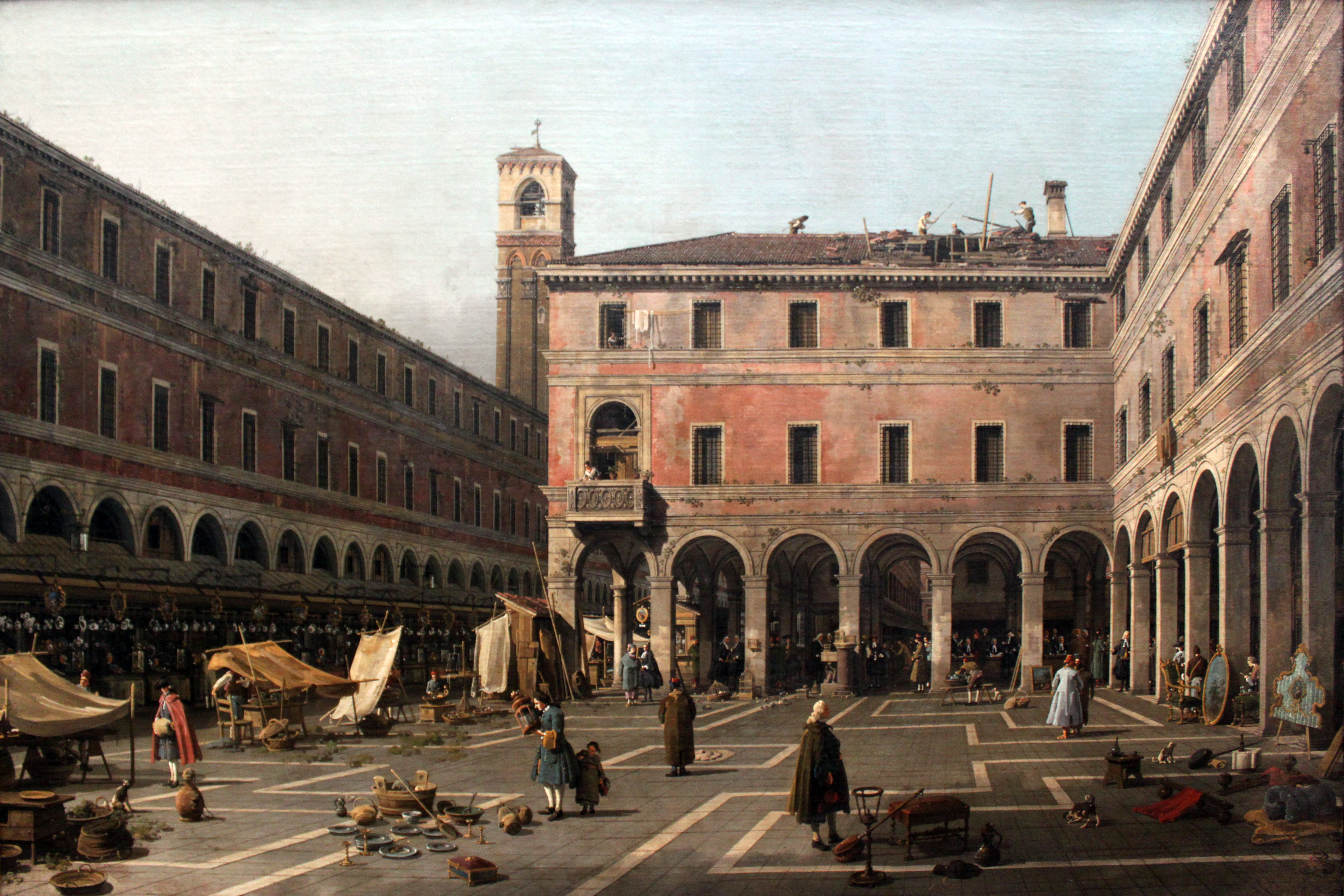
Campo de Rialto, 1758-1763 Berlin, Staatliche Museen
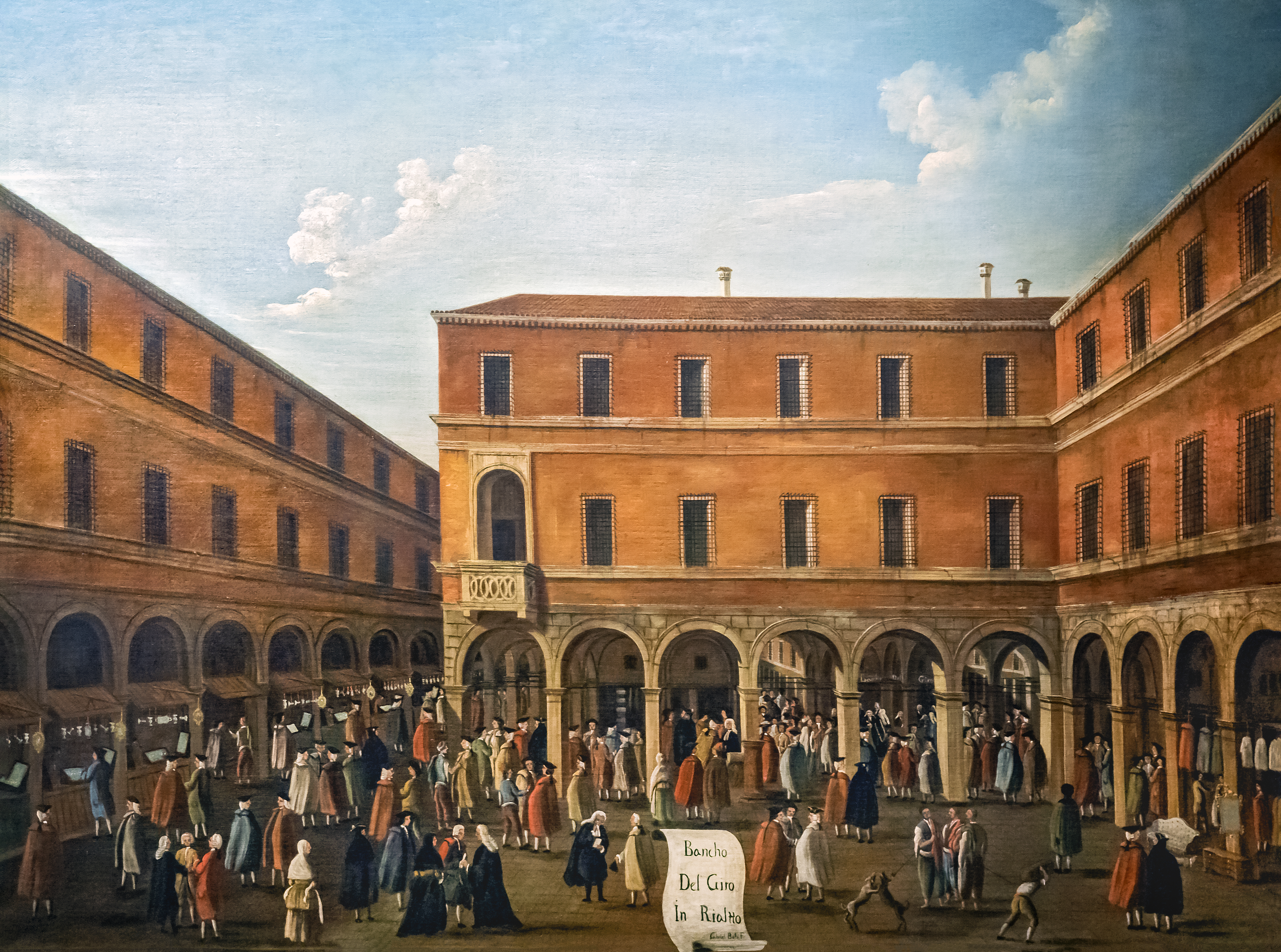
Il Bancogiro di Rialto Gabriele Bella Pinacoteca Querini Stampalia

Aujourd’hui, le Rialto est encore une grande zone de commerce, avec un marché de fruits et légumes journalier, ainsi qu'un marché aux poissons dans la Pescaria (architecte : Domenico Rupolo) au Campo della Pescheria (place de la poissonnerie).

## Sources
- (it) Cet article est partiellement ou en totalité issu de l’article de Wikipédia en italien intitulé « Rialto (Venezia) » (voir la liste des auteurs).